# Batman Forever: The Arcade Game
Batman Forever: The Arcade Game — компьютерная игра в жанре beat 'em up, основанная на фильме Бэтмен навсегда. Подзаголовок в названии используется для того, чтобы отличать его от Batman Forever, еще один beat 'em up, опубликованный Acclaim примерно в то же время. Один или два игрока, играющие в роли Бэтмена и Робина сражаются с Двуликим, Загадочником и их приспешниками.

## Геймплей
Принимая на себя роль Бэтмена или Робина, игроки могут наносить удары, пинать и использовать специальные комбинации, чтобы победить волны врагов. Специальные комбинации, применяемые к врагам, могут добавить до 150+ комбо-очков за одного злодея. Специальные оружия, например Бэтаранги, можно найти на всех уровнях. Игра разделяется на этапы с волнами врагов, заканчивающих боссом.
Игра имеет режим двух игроков, который позволяет обоим игрокам использовать одного и того же персонажа, если это необходимо.

## Разработка
Batman Forever: The Arcade Game была первой аркадной игрой Acclaim Entertainment. Игра была построена на технологии Sega "Titan", оборудовании, которое стало основой для Sega 32X и Sega Saturn. Версия для Atari Jaguar CD была в разработке, но в конечном итоге так и не вышла.
Acclaim впервые продемонстрировали игру на выставке American Coin Machine Exposition в 1996 году.

## Отзывы
| Иноязычные издания   | Иноязычные издания |
| Издание              | Оценка             |
| -------------------- | ------------------ |
| EGM                  | 4,75/10 (SAT)      |
| GameSpot             | 5,6/10 (SAT)       |
| Next Generation      | (ARC) · (SAT)      |
| Sega Saturn Magazine | 63 % (SAT)         |

Просмотрев аркадную версию, критик из Next Generation высоко оценил большой выбор сложных движений и комбо, сравнив их с серией Street Fighter, а также использование масштабирования спрайтов, чтобы обеспечить более широкий диапазон движения и более глубокий геймплей, но по-прежнему утверждал, что в игре недостаточно инноваций, чтобы сохранить стареющий жанр 2D beat 'em up . Он также критиковал предсказуемый дизайн уровня и мрачную графику, заявив, что она затрудняет прохождение уровней.
Версия для Sega Saturn получила посредственные отзывы. Критика широко варьировалась от обзора к обзору, но наиболее часто упоминаемые проблемы заключались в том, что игровой процесс слишком повторяющийся, а персонажи являются топорными. Критики в основном оценивали игру на своих собственных условиях, а не как порт с аркадного автомата,  хотя критик из Next Generation отметил, что в версии для Sega Saturn отсутствуют многие анимации из аркадной версии. Он охарактеризовал игру, и жанр beat 'em up в основном, как «одни вспышки, и абсолютно ноль субстанции». The Rookie из GamePro, раскритиковав игру, отметил, что фанаты жанра должны попробовать игру, взяв её хотя бы в аренду, поскольку жанр в основном потерял популярность к моменту её выхода.
В своём обзоре  Electronic Gaming Monthly заявила, что версии Saturn и PlayStation идентичны, кроме незначительных косметических различий, таких как различные экраны загрузки и версия PlayStation, не имеющая эффекта размытия экрана. В своем обзоре версии PlayStation, GamePro Gideon сказал, что это хорошее преобразование, но что удовольствие от аркадной версии просто нельзя перевести на домашнюю консоль.